# غيدقة سوداء الرأس
غيدقة سوداء الرأس (الاسم العلمي: Hydrophis melanocephalus) (بالإنجليزية: Slender-necked Seasnake)‏ هي نوع من الزواحف تتبع جنس الغيدقة من فصيلة العرابيد.